# Pedois lewinella
Espèce
Synonymes
- Depressaria lewinella Newman, 1856
- Pedois neurosticha Lower, 1894

Pedois lewinella est une espèce de lépidoptères (papillons) de la famille des Depressariidae.
On la trouve dans le Sud-Est de l'Australie.

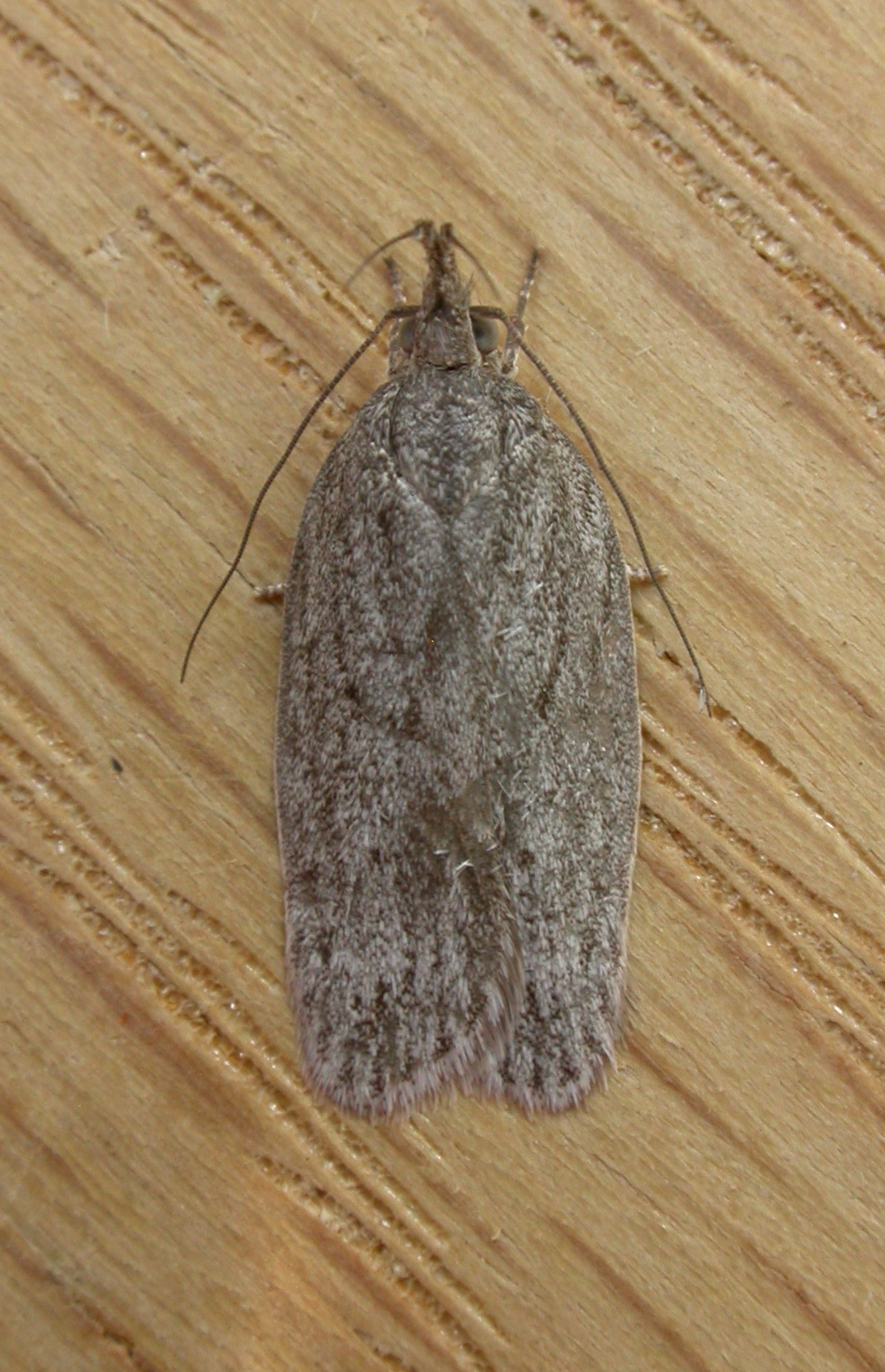
Imago en vue de dessus.